# 1222 Tina
1222 Tina è un asteroide della fascia principale del diametro medio di circa 20,84 km. Scoperto nel 1932, presenta un'orbita caratterizzata da un semiasse maggiore pari a 2,7935557 UA e da un'eccentricità di 0,2474487, inclinata di 19,66178° rispetto all'eclittica.
Il suo nome è in onore di un'amica dello scopritore.